# Contoderopsis
Contoderopsis är ett släkte av skalbaggar. Contoderopsis ingår i familjen långhorningar.
Kladogram enligt Catalogue of Life:
| Contoderopsis | \| \| Contoderopsis aurivillii \| \| \| \| \| \| Contoderopsis luzonica \| \| \| \| |
|               | \| \| Contoderopsis aurivillii \| \| \| \| \| \| Contoderopsis luzonica \| \| \| \| |
|               | Contoderopsis aurivillii                                                            |
|               |                                                                                     |
|               | Contoderopsis luzonica                                                              |
|               |                                                                                     |